# Never Forget You (canción de Mariah Carey)
«Never Forget You» es una canción escrita por la cantante estadounidense Mariah Carey y Babyface, y producida por Carey, Babyface y Daryl Simmons para el tercer álbum de estudio de Carey Music Box (1993). Fue el tercer sencillo del álbum y se publicó como sencillo doble junto con la canción «Without You», un cover de Badfinger.
La cantante japonesa de R&B Double interpretó una versión de la canción que aparece en su disco de grandes éxitos 10 Years Best: We R&B.

## Recepción
En el momento de la publicación, las normas de la revista Billboard permitían que los sencillos dobles entrasen en las listas juntos como una sola canción. De esta forma, la canción que se emitiese más en la radio o que se vendiese mejor aparecería como la cara A en la lista correspondiente. En las listas de música por de Estados Unidos, incluida Billboard Hot 100, «Without You» fue la cara A del sencillo. Alcanzó el número tres en Hot 100 y permaneció en el top 40 cuarenta durante 21 semanas.
Por el contrario, en las listas de R&B, «Never Forget You» fue la cara A. Alcanzó el top 10 en la lista Hot R&B/Hip-Hop Singles & Tracks, principalmente por las ventas del sencillo, y la asociación estadounidense RIAA lo certificó como disco de oro.

## Remixes y vídeo
Jermaine Dupri realizó diferentes remixes de la canción que se incluyeron en el maxisencillo. Una versión para la radio y otra extendida sustituyeron la producción original de Babyface con un ritmo R&B más marcado y sintetizado.
No se realizó ningún vídeo para la versión del álbum ni para ninguno de los remixes, por lo que se convirtió en el primer sencillo comercial de Mariah Carey que no contaba con un vídeo. Carey nunca ha interpretado «Never Forget You» en directo.

## Formatos
EE. UU., CD maxisencillo
1. «Never Forget You» (Radio Edit) — 3:38
2. «Never Forget You» (Extended) — 5:19
3. «Never Forget You» (Álbum Versión) — 3:48
4. «Never Forget You» (Instrumental) — 3:35
5. «Without You» (Álbum Versión) — 3:33

Nota: las canciones 1, 2 y 4 son remixes de Jermaine Dupri.

## Posicionamiento
| Título                           | Listas (1994)                                       | Posición |
| -------------------------------- | --------------------------------------------------- | -------- |
| «Without You»/«Never Forget You» | EE. UU., Billboard Hot 100                          | 3        |
| «Never Forget You»/«Without You» | EE. UU., Billboard Hot R&B/Hip-Hop Singles & Tracks | 7        |
| «Without You»                    | EE. UU., Billboard Mainstream Top 40                | 2        |
| «Without You»                    | EE. UU., Billboard Rhythmic Top 40                  | 9        |
| «Without You»                    | EE. UU., Billboard Adult Contemporary               | 4        |

- Datos: Q261315